# 石橋和訓

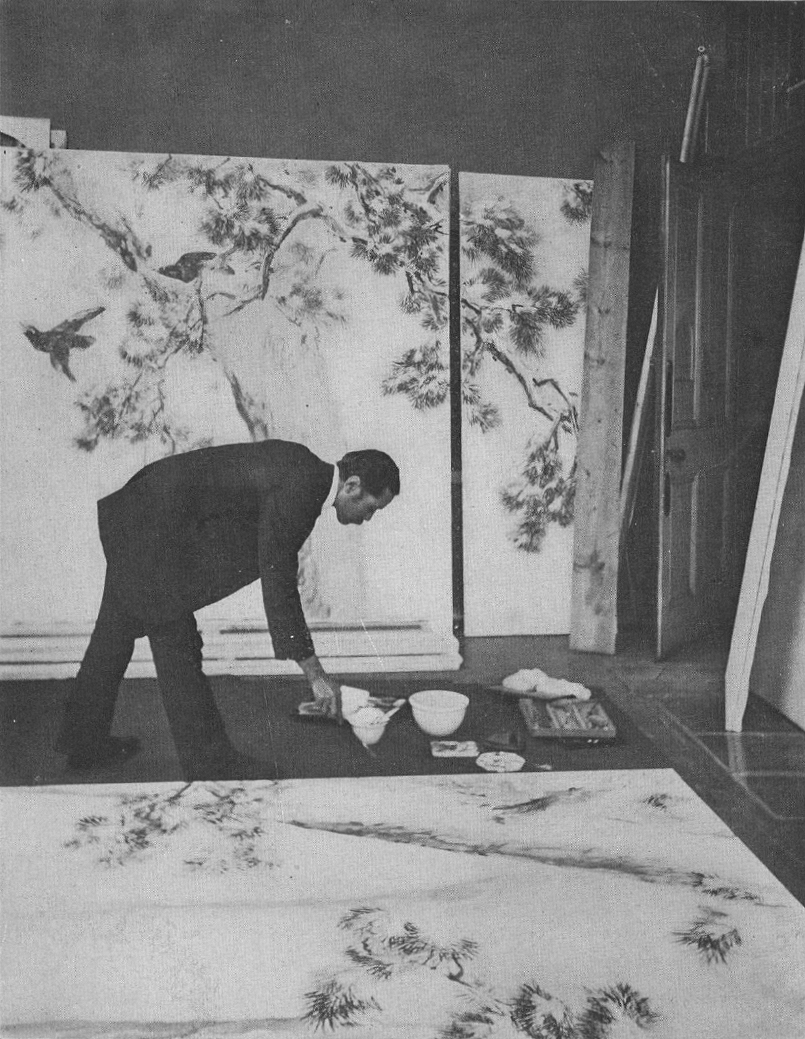
石橋和訓

石橋和訓（いしばし わくん／かずのり、明治9年（1876年）6月6日 - 昭和3年（1928年）5月3日）は日本の日本画家、洋画家。本名は倉三郎。師である滝和亭の一字をもらい27歳で改名。画号は耕雲、雅原、中雅。
その作風は英国官学派の堅実な描写を特徴とし多くの名士たちの肖像画を残した。

## 人物
- 1876年:島根県飯石郡反辺村（現・出雲市佐田町反辺）の農業石橋熊三郎、マツの長男として生まれる。
- 1883年:反辺第二尋常小学校入学。幼少から画道を須佐神社神官などから指導された。掛合高等小学校に卒業後は自宅で農耕の傍ら今市町（現・出雲市）の永瀬雲山に南画を習う。
- 1892年:松江に出て県立師範学校教師の後藤魚州に南画を学ぶ。
- 1893年:飯石郡長・中村秀年、須佐神社宮司らの勧めにより意を決して上京。千家尊福邸に一時仮住まいし松平直亮、千家尊福らの推薦を得て南画家滝和亭塾に入門､内弟子となり本格的に日本画修行を始める。
- 1895年:東京美術協会展に漢画を出品､2等賞を受ける。
- 1901年:広島砲兵第5連隊入隊。
- 1903年:イギリスに渡りジェー、サーゼント及びゼーらに師事。
- ローヤル・アカデミーを卒業し1918年帰国した。
- 1908年の第二回文展に『ものおもい』を1909年の第三回文展に『美人読書』を出品してともに三等賞を受けた。
- 1918年:一時帰国。のち再び渡英し帰国後は帝展の審査員となった。

## ギャラリー

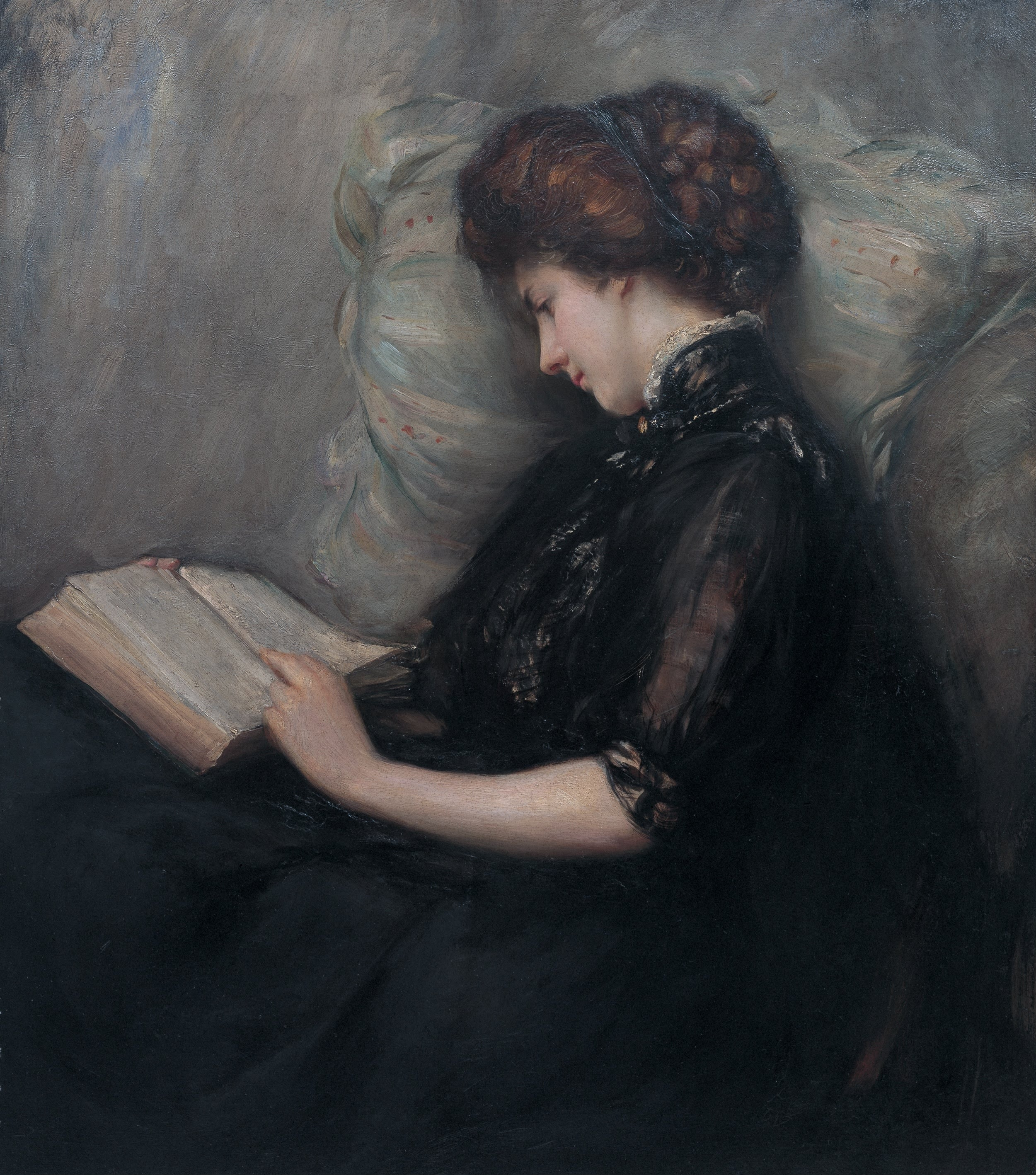
美人読詩（1906）
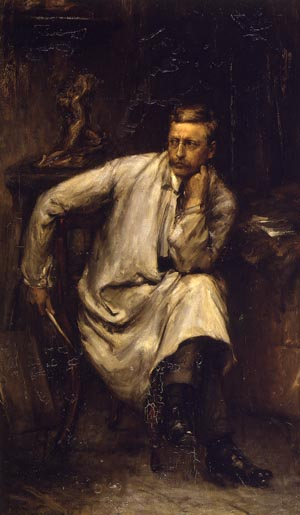
彫刻家（1901）
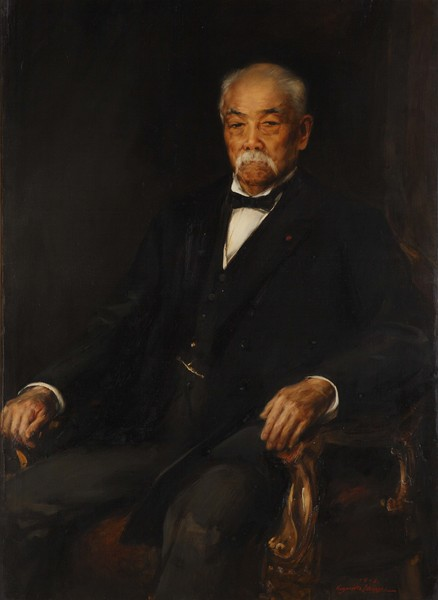
松方正義肖像（1918）
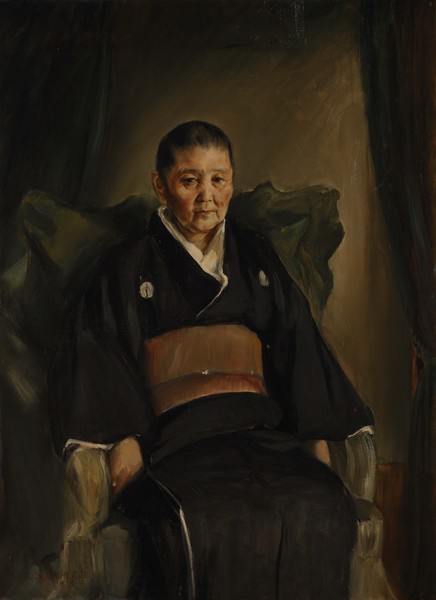
松方満佐子肖像（1919）
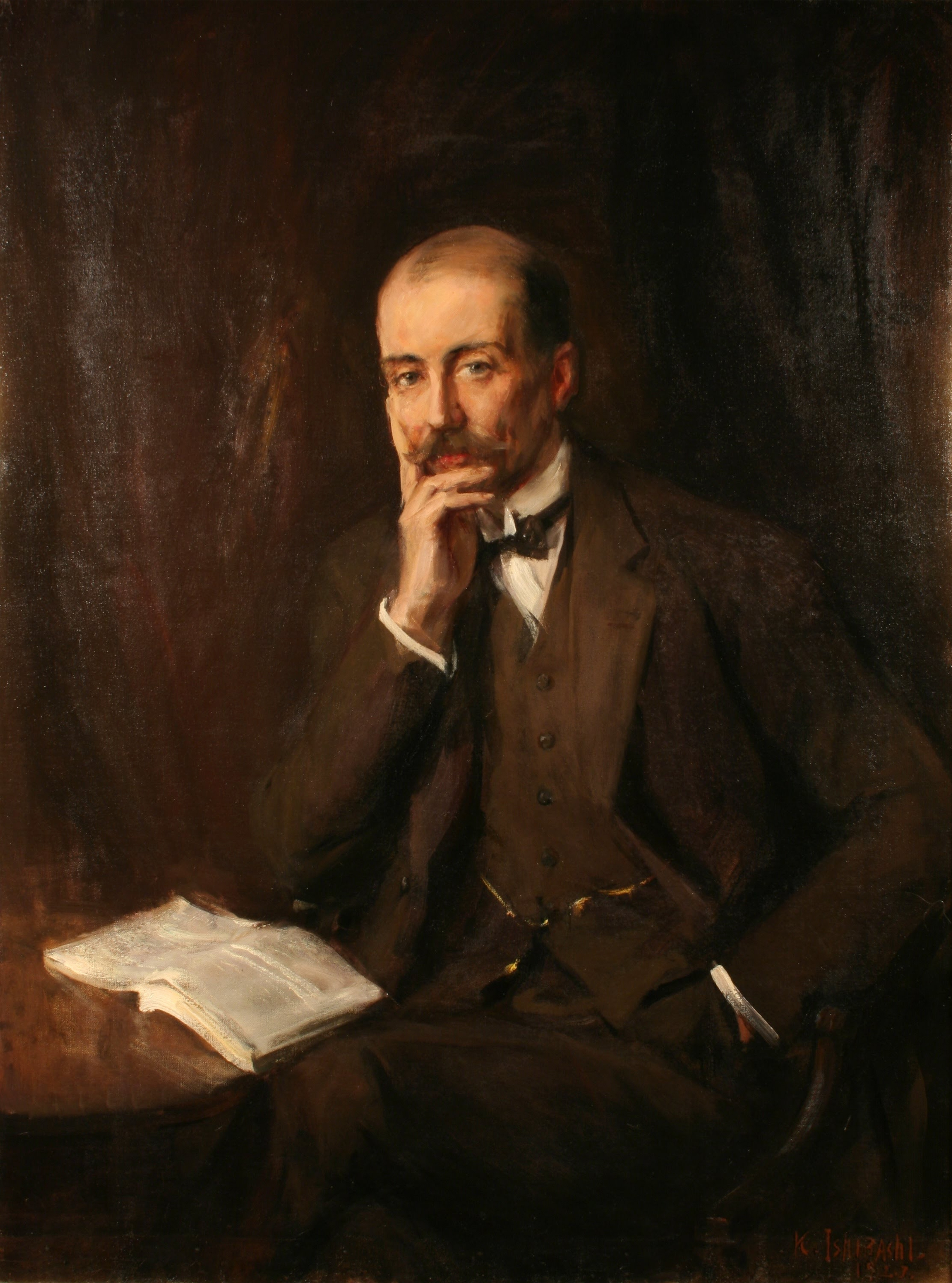
エイドリアン・ボールト肖像（1923）

## 関連
- 石橋氏
- 千家尊福